# Бубрежна карлица
Бубрежна карлица је левкасти проширени део мокраћовода у бубрегу. Смештена је унутар бубрежног синуса поред осталих структура у овом делу бубрега. Настаје конвергенцијом великих бубрежних чашица, које делујући као левак омогућавају сакупљање мокраће из малих чашица и њено дање отицање кроз мокраћовод. 
Бубрежну карлицу облаже мукозна мембрану која је прекривена прелазним епителом и основном у виду ламине проприје састављеном од лабавог до густог везивног ткива.

## Анатомија
Бубрежна карлица је проширена област у облику левка кроз који отиче мокраћа. Налази се унутар медијалне, конкавне површине бубрега, и испуњава бубрежни синус. Врх бубрежне карлице се протеже изван бубрега и наставља се са горњим крајем уретера. 
Нормално, антеропостериорни пречник бубрежне карлице је мањи од 4 мм код фетуса до 32 недеље гестацијске старости и 7 мм након тога. Код одраслих, 13% нормалне популације има попречни пречник карлице преко 10 мм. 

## Функција
Мокраћа која се формира унутар бубрега помоћу нефрона, затим путује до мокраћне бешике кроз низ цеви и структура попут левка. 
Током излучивања мокраћа прати ове структуре:
сабирни канал нефрона → бубрежна папила бубрежне пирамиде →  мале чашице → велике чашице  → бубрежна карлица → уретер →  мокраћна бешика.

## Клинички значај
Бубрежна карлица је локација неколико врста карцинома бубрега или може бити захваћена  инфекцијом код пијелонефритиса.
Велики камен у бубрегу може блокирати целу или део бубрежне карлице.
Величина бубрежне карлице игра главну улогу у развоју хидронефрозе, која се карактерише проширењем каналног система бубрега. Настаје као последица повратног притиска на бубрег изазваног накупљања мокраће у мокраћним каналима, када мокраћа не може нормално отицати због механичког зачепљења.  

## Галерија
- Приказ бубрежне карлице у развоју.
- Приказ очуваног људског бубрега